# ベッカリーア (小惑星)
ベッカリーア (8935 Beccaria) は小惑星帯に位置する小惑星。イタリアのソルマーノ天文台でピエロ・シーコリとマルコ・カヴァーニャが発見した。
18世紀のイタリアの啓蒙思想家、チェーザレ・ベッカリーアから命名された。